# Crush Pinball
Crush Pinball è una serie di videogiochi di flipper, sviluppati dalla Compile e distribuiti dalla Naxat Soft prima e dalla Hudson Soft successivamente. Il fattore che contraddistingue questi giochi dagli altri appartenenti allo stesso genere è la presenza di elementi fantascientifici, fantasy o dell'occulto.
La serie iniziò nel 1988 con l'uscita di Alien Crush, per TurboGrafx-16, che presentava un'atmosfera fantascientifica che ricorda il film Alien. Due anni dopo fu seguito da Devil's Crush, sempre per TurboGrafx-16, ma questa volta a tema occulto, con teschi, scheletri e demoni. Un terzo gioco chiamato Jaki Crush venne sviluppato per Super Famicom ed era a tema mitologico giapponese, con demoni/orchi, tuttavia non venne mai pubblicato al di fuori del Giappone. La serie venne rianimata nel 2008 con la pubblicazione da parte di Hudson Soft su WiiWare di un sequel/remake di Alien Crush, chiamato Alien Crush Returns.
Mentre Jaki Crush rimase perlopiù sconosciuto, sia Alien Crush che Devil's Crush vennero ben recepiti e sono stati ripubblicati su Virtual Console.

## Giochi
- Alien Crush - 1988 - TurboGrafx-16
- Devil's Crush - 1990 - TurboGrafx-16
- Jaki Crush - 1992 - Super Famicom
- Dragon's Revenge - 1993 - Sega Mega Drive (seguito della versione per Mega Drive di Devil's Crush e sviluppato da Tengen)
- Alien Crush Returns - 2008 - WiiWare